# 町真理子
町 真理子（まち まりこ、12月15日 - ）は日本で活動するミュージカル俳優である。兵庫県神戸市出身。劇団四季所属。

## 来歴
小学校2年生の時にクラシックバレエを始め、ジャズダンスや声楽のレッスンも受けた。大阪スクールオブミュージック専門学校ダンス＆アクターズ科プロモ&バックダンサーコース卒業後はサンリオエンターテイメントに入社し、サンリオピューロランドでライブエンターテイナーとして活動していた。
2012年7月に劇団四季の入団オーディションに合格し劇団四季へ移籍した。2013年12月10日に上演されたライオン・キング東京公演のアンサンブル11枠役が四季での初舞台出演となった。2016年にはコーラスラインのディアナ役として地元神戸で凱旋出演した。

## エピソード
ライオン・キングのナラ役の稽古では、2幕の「シャドーランド」が印象的だったと語る。ブロードウェイから来日したスタッフから「故郷を離れる、家族と別れる、そんな時泣かなかった？」と問われ、過去に体験した阪神・淡路大震災の故郷の様子がプライドランドと重なり、泣きながら稽古をしつつも、仲間と作り上げる連帯感を強く感じた、と話す。

## 主な出演作品

### サンリオピューロランド時代
- サンリオハートフルパレード Believe（2010年）
- ジュエルペットとシナモンのみらいレボリューション（2010年） - ノーベル役
- マイメロディの星と花の伝説（2011年） - フローラ役

### 劇団四季時代
- ライオンキング（2013年） - アンサンブル11枠、ナラ役
- コーラスライン（2015年） - ディアナ役
- キャッツ（2018年） - ジェミマ役
- マンマ・ミーア！（2020年） - アリ役
- ロボット・イン・ザ・ガーデン  -ブライオニー役
- クレイジー･フォー･ユー (2023年) - ポリー･ベーカー役
- ゴースト＆レディ (2024年) - シャーロット・シドンズ役

※括弧内の年は初出演年